# Lumeka Katundu
Lumeka Katundu (* 21. September 1991) ist eine sambische Leichtathletin, die sich auf den Sprint spezialisiert hat.

## Sportliche Laufbahn
Erste internationale Erfahrungen sammelte Lumeka Katundu im Jahr 2015, als sie bei den Afrikaspielen in Brazzaville im 200-Meter-Lauf bis ins Halbfinale gelangte und dort mit 24,14 s ausschied, während sie mit der sambischen 4-mal-100-Meter-Staffel in 44,97 s den fünften Platz belegte. Vier Jahre später schied sie bei den Afrikaspielen in Rabat mit 24,53 s erneut im Halbfinale über 200 Meter aus und erreichte diesmal mit der Staffel in 47,16 s Rang sieben. Im April 2021 stellte sie in Lusaka mit 43,85 s einen neuen Landesrekord in der 4-mal-100-Meter-Staffel auf und verpasste anschließend bei den World Athletics Relays im polnischen Chorzów mit 44,81 s den Finaleinzug. Im Jahr darauf gelangte sie bei den Afrikameisterschaften in Port Louis mit 23,64 s auf Rang sechs über 200 Meter und kam mit der Staffel im Finale nicht ins Ziel.

## Persönliche Bestleistungen
- 100 Meter: 11,33 s (+0,3 m/s), 6. März 2021 in Lusaka
- 200 Meter: 23,04 s (0,0 m/s), 6. März 2021 in Lusaka